# FGS Emden (F 210)
Le FGS Emden (F 210) est une des huit frégates de la classe Bremen de la Marine allemande. Ces navires ont d'abord été construits pour la guerre anti-sous-marine et ont par la suite été adaptés pour le combat anti-aérien. La classe Bremen est l'épine dorsale de la Marine allemande.

## Historique
Il a participé aux exercices navals de Québec, du 7 juin au 10 juin, 2012. En novembre 2013, il est retiré du service actif.